# Lola Kirke
Lola Clementine C Kirke (ur. 27 września 1990 w Londynie) – amerykańska aktorka i piosenkarka, która wystąpiła m.in. w serialu Mozart in the Jungle.

## Filmografia

### Filmy
| Rok  | Tytuł                     | Rola         | Uwagi |
| ---- | ------------------------- | ------------ | ----- |
| 2011 | Kolejny szczęśliwy dzień  | Charlie      |       |
| 2013 | Flores Raras              | Margaret     |       |
| 2014 | Free the Nipple           | Liv          |       |
| 2014 | Siła muzyki               | Rema         |       |
| 2014 | Zaginiona dziewczyna      | Greta        |       |
| 2015 | Mistress America          | Tracy        |       |
| 2016 | Upadli                    | Penn         |       |
| 2016 | AWOL                      | Joey         |       |
| 2017 | Bliźnięta                 | Jill LeBeau  |       |
| 2017 | Barry Seal: Król przemytu | Judy Downing |       |
| 2018 | Untogether                | Tara         |       |
| 2018 | Viper Club                | Amy          |       |
| 2019 | American Woman            | Yvonne       |       |
| 2020 | Zaginione dziewczyny      | Kim          |       |
| 2021 | Broken Diamonds           | Cindy        |       |

### Telewizja
| Rok       | Tytuł                              | Rola             | Uwagi          |
| --------- | ---------------------------------- | ---------------- | -------------- |
| 2013      | Prawo i porządek: sekcja specjalna | Gabby Shaw       | 1 odc.         |
| 2014      | Pozostawieni                       | Hailey           | 1 odc.         |
| 2014–2018 | Mozart in the Jungle               | Hailey Rutledge  | w gł. obsadzie |
| 2018      | OK K.O.! Po prostu walcz           | Holo-Jane (głos) | 1 odc.         |
| 2021      | The Premise                        | Allegra          | 1 odc.         |
| 2022      | Lakers: Dynastia zwycięzców        | Karen Bua West   | 2 odc.         |